# Réserve naturelle de Van Long
La réserve naturelle de Van Long est une aire protégée du nord du Vietnam, qui s'étend sur un massif karstique et sur une zone humide de 3 500 ha où l'eau est retenue par une digue artificielle de plus de 30 Km de long. On appelle souvent cet endroit la « baie sans vagues ». Elle est située sur 7 communes du District de Gia Viễn, dans la province de Ninh Binh (à 17 Km de la ville de Hoa Lư), à 80 Km (ou 90 Km ?) de Hanoi.
La réserve naturelle de zone humide de Van Long a été établie en 2001, elle a ensuite été classée site Ramsar le 10 février 2017, devenant ainsi le 9e site Ramsar du pays, et est inscrite sur la liste verte de l'UICN.

## Géographie
La réserve est composée aux 3/4 de forêt sur roche et le reste est occupé par une vaste zone humide.
La zone a été inondée à la suite de la construction d'une digue artificielle sur le fleuve Day, dans les années 1960. Cet aménagement en fait une des haltes migratoires les plus importantes du Vietnam pour tous les oiseaux.
Des formations karstiques émergent des eaux par endroit, elles forment l'extrémité nord du massif karstique de Pu Luong-Cuc Phuong. On recense plus de 30 grottes dans la réserve.

## Biodiversité
La flore de la réserve compterait 772 espèces, dont 8 classée sur le livre rouge du Vietnam, comme le cycas, le vomiquier, ou drynaria fortunei.
La faune est composée, entre autres, de 39 espèces de mammifères, 72 d'oiseaux et 108 espèces d'animaux aquatiques. Parmi les mammifères, la présence d'ours noir d'Asie, de serows et de macaques a été noté dans la réserve.
Van Long abrite également des Langurs de Delacour, qui ont fait l'objet d'une réintroduction à partir de novembre 2012. Entre la création du parc (en 2001) et 2019, leur population est passée de 40 à 180 individus.

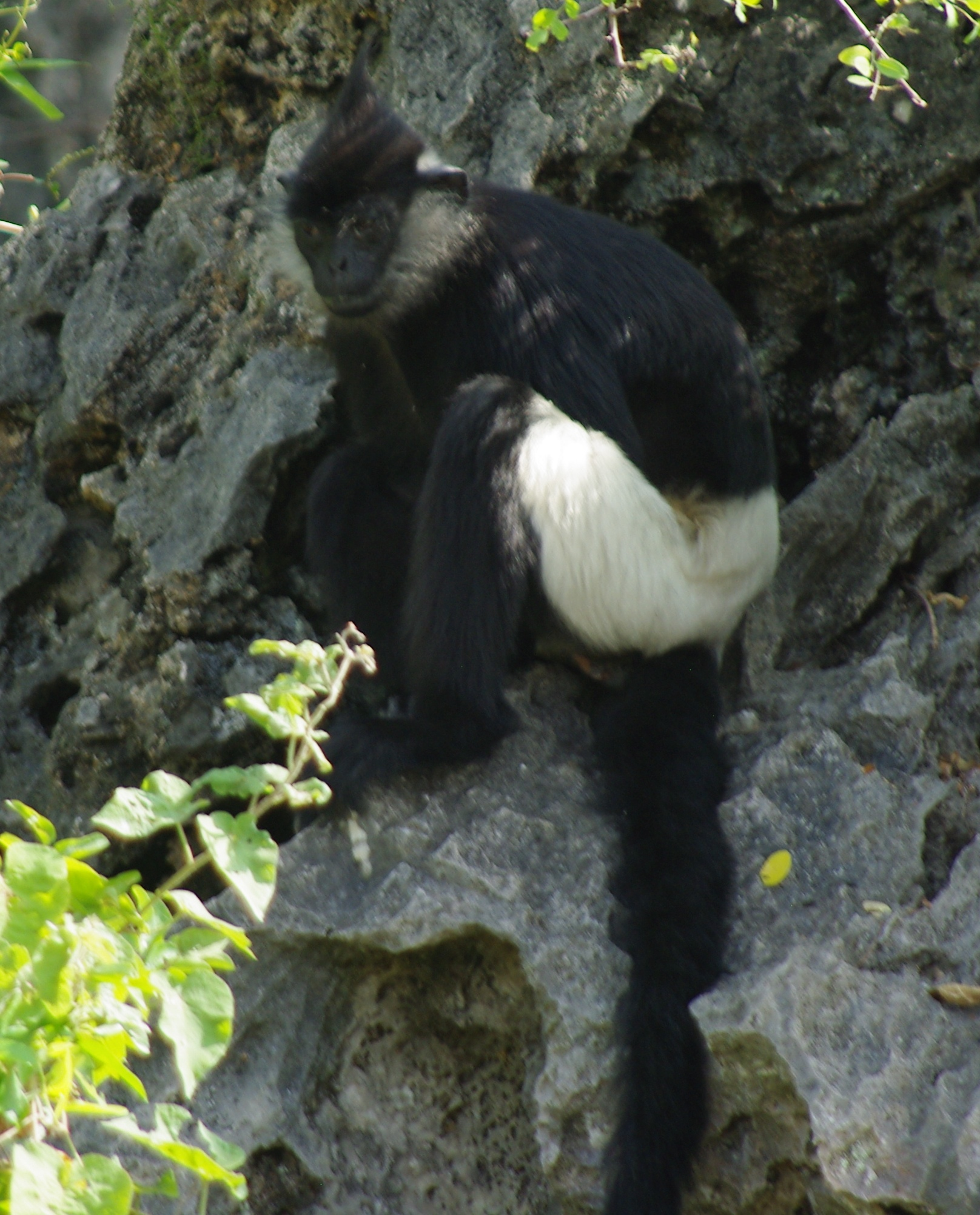
Langur de Delacour

## Aspects humains
En 2008, plus de 45 000 personnes vivaient dans la zone tampon de la réserve, dans 7 communes différentes. En 2019, la population atteignait environ 50 000 personnes pour 14 000 foyers. La population locale est d'ethnie Kinh, l'ethnie majoritaire au Vietnam.
Les activités pratiquées localement sont la pêche, la riziculture et le tourisme.
Van Long attire environ 4000 visiteurs par ans dans les années 2020, ce qui rapporte à la réserve des recettes de l'ordre de 10000 dôngs par ans.